# Três Passos
Três Passos és un municipi brasiler de l'estat de Rio Grande do Sul.
Està situat en una latitud de 27º27'20" sud i una longitud de 53º55'55" Oest, situat a una altura de 451 metres sobre el nivell de la mar. Ocupa una superfície de 273,86 km². La seva població segons el cens de 2010 era de 23.965 habitants.

## Història
L'any 1879, és construïda pel Coronel Diniz Dias, Baró de São Jacó, la Colònia Militar de l'Alt Uruguai. En aquesta època, l'Imperi del Brasil pretenia reafirmar-se com l'amo de les terres meridionals, disputades per la veïna Argentina, en el mateix marc de les antigues missions jesuítiques.
La colònia tenia com a funció custodiar les terres del nord-oest de l'estat i vigilar el territori i la Picada Geral, la carretera que la unia amb el municipi de Palmeira das Missões.
A 35 quilòmetres de la Colònia, va ser construït el 1882, una fortalesa que tenia com a objectiu protegir la precària carretera. Aquest lloc va ser triat per comptar amb tres pous d'aigua potable que servien com a subministrament per a homes i animals. Anomenat Pouso dos três passos ("Pou de les tres passes"), en aquest lloc sorgiria anys després la població actual.
En les terres pròximes als pous, va anar formant-se un poblat, atret per la fertilitat de la terra, el bon clima per a l'agricultura, així com la distribució i comercialització de terres a bon preu. El 28 de desembre de 1944, pel decret llei núm. 716, va ser creat formalment el 92è municipi de l'estat de Rio Grande do Sul: Três Passos.

La regió va rebre una gran quantitat de migrants centreeuropeus. A Três Passos s'instal·laren diverses famílies provinents del sud-oest d'Alemanya, que incorporaren el dialecte hunsrückisch a la seva nova vida al Brasil. La seva parla encara perdura i és considerada Patrimoni Cultural de Rio Grande do Sul.

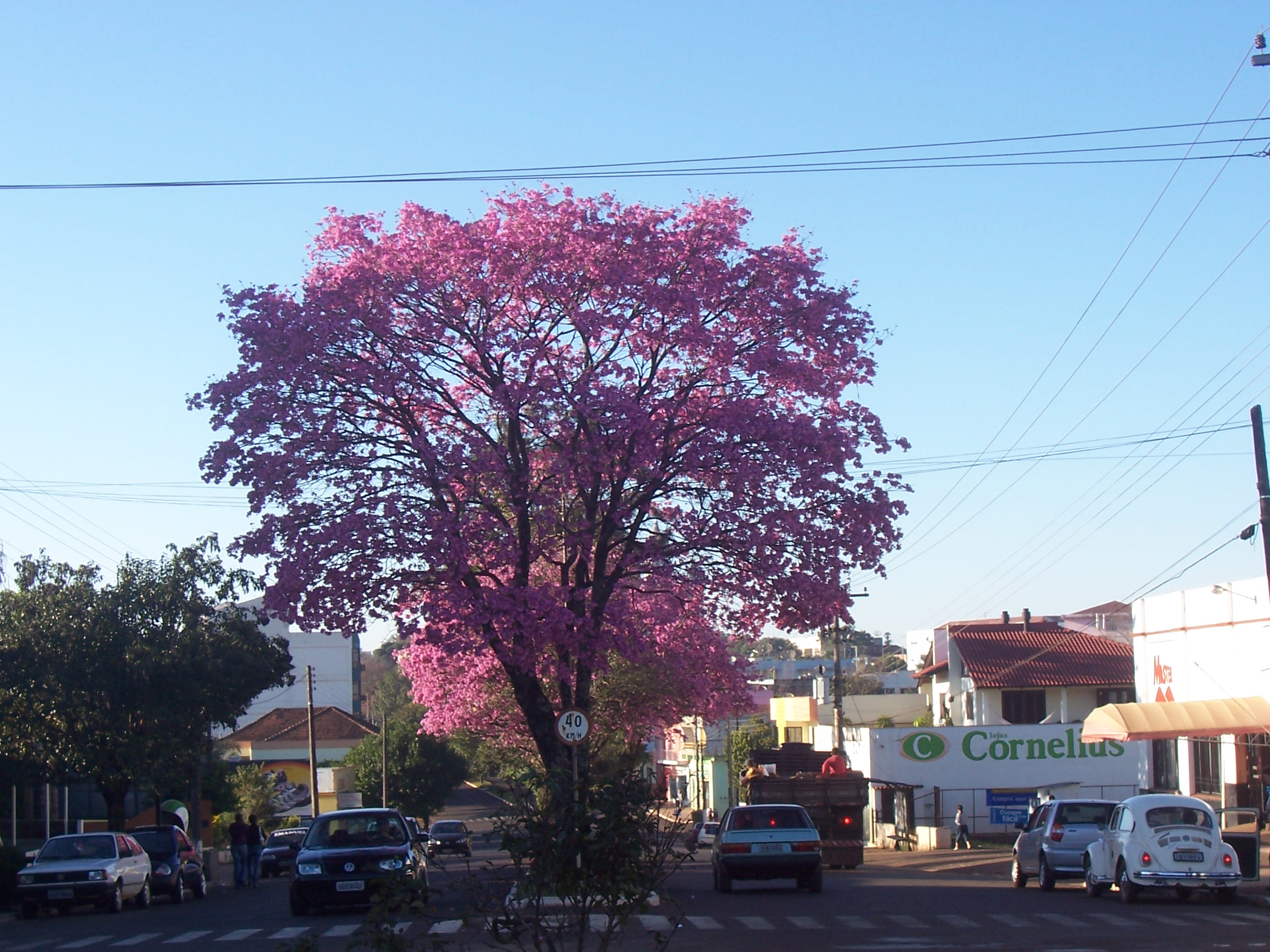
Els ipés predominen a la ciutat.
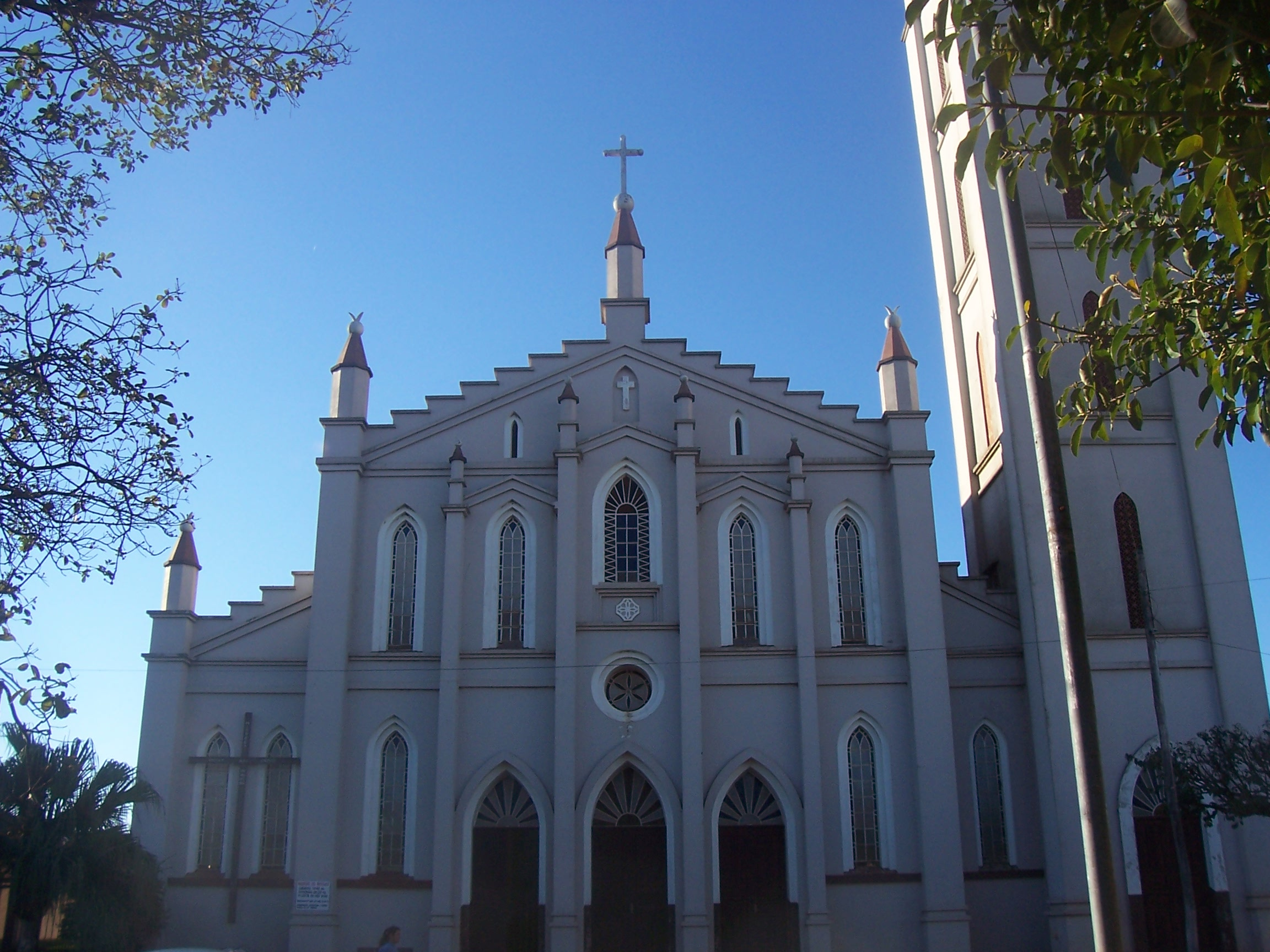
Església principal de Três Passos.
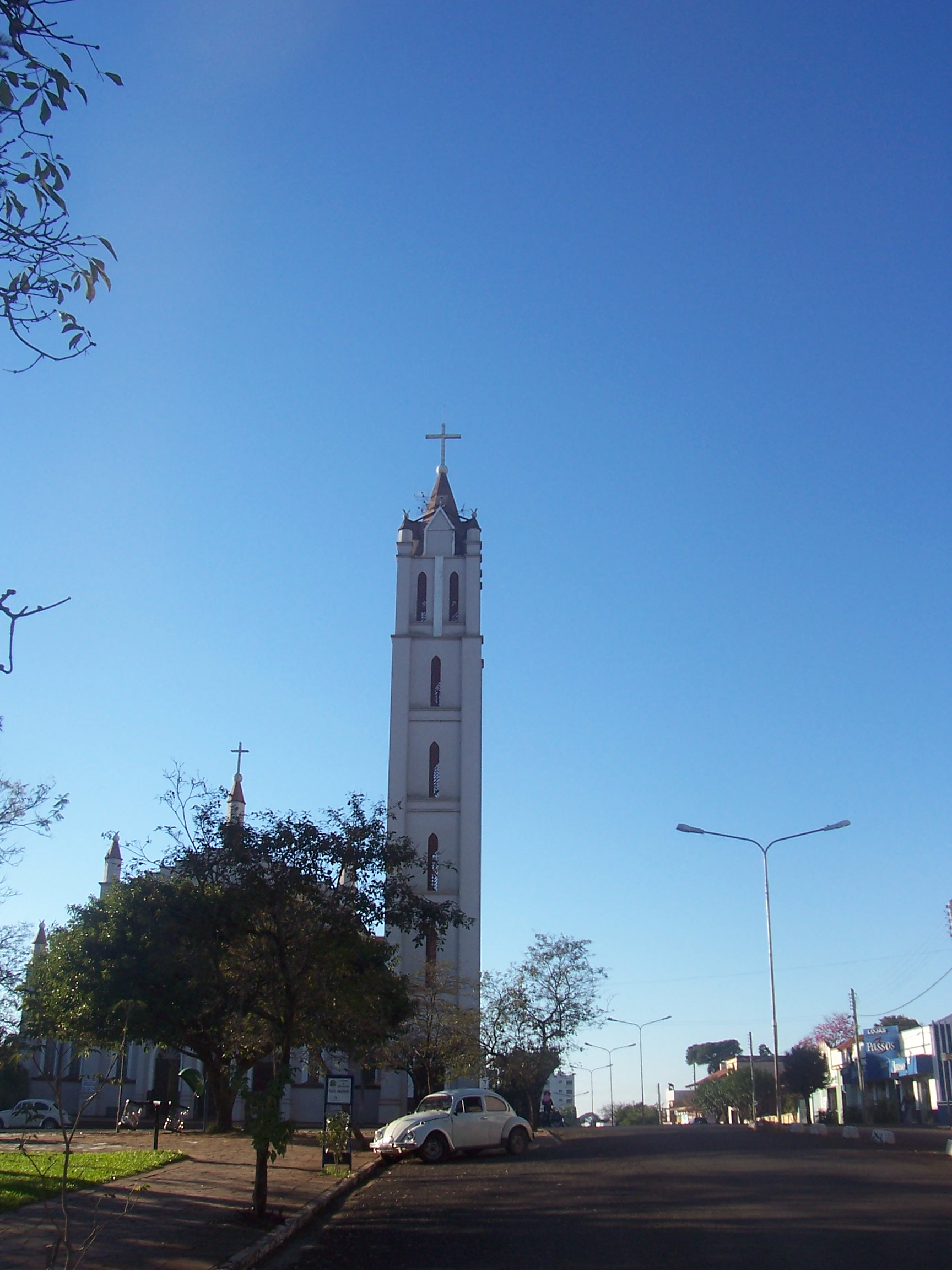
Torre de l'església.